# Клинча Села
Клинча Села су насељено место и седиште општине у Загребачкој жупанији, Хрватска. До територијалне реорганизације у Хрватској налазила су се у саставу бивше велике општине Јастребарско.

## Становништво
На попису становништва 2011. године, општина Клинча Села је имала 5.231 становника, од чега у самим Клинча Селима 1.726.

## Попис1991.
На попису становништва 1991. године, насељено место Клинча Села је имало 1.057 становника, следећег националног састава:
| Попис 1991.‍   | Попис 1991.‍  | Попис 1991.‍ | Попис 1991.‍ | Попис 1991.‍ |
| ------------- | ------------ | ----------- | ----------- | ----------- |
|               |              |             |             |             |
| Хрвати        | Хрвати       |             | 1.030       | 97,44%      |
| Југословени   | Југословени  |             | 5           | 0,47%       |
| Срби          | Срби         |             | 5           | 0,47%       |
| Мађари        | Мађари       |             | 1           | 0,09%       |
| Македонци     | Македонци    |             | 1           | 0,09%       |
| Словенци      | Словенци     |             | 1           | 0,09%       |
| неопредељени  | неопредељени |             | 3           | 0,28%       |
| непознато     | непознато    |             | 11          | 1,04%       |
| укупно: 1.057 |              |             |             |             |